# Hlîboka, Colomeea
Hlîboka (în ucraineană Глибока) este un sat în așezarea urbană Otînia din raionul Colomeea, regiunea Ivano-Frankivsk, Ucraina.

## Demografie
Componența lingvistică a localității Hlîboka
     Ucraineană (100%)
Conform recensământului din 2001, toată populația localității Hlîboka era vorbitoare de ucraineană (100%).